# Corcelles-près-Payerne
Corcelles-près-Payerne (toponimo francese) è un comune svizzero di 2 381 abitanti del Canton Vaud, nel distretto della Broye-Vully.

## Storia
Il comune di Corcelles-près-Payerne fu istituito nel 1806 per scorporo da quello di Payerne.

### Simboli
Lo stemma è quello di Payerne — con cui formava un unico comune fino al 1801 — a cui è stata aggiunta la pianta di tabacco che rappresenta la principale coltura praticata a Corcelles.

## Monumenti e luoghi d'interesse

La chiesa di San Nicola nel 1899

- Chiesa riformata di San Nicola, attestata dal 1280[1].

## Società

### Evoluzione demografica
L'evoluzione demografica è riportata nella seguente tabella:
Abitanti censiti

## Amministrazione
Ogni famiglia originaria del luogo fa parte del cosiddetto comune patriziale e ha la responsabilità della manutenzione di ogni bene ricadente all'interno dei confini del comune.

## Infrastrutture e trasporti
Corcelles-près-Payerne è servito dalla stazione di Corcelles-Nord sulla ferrovia Palézieux-Lyss, e dalla stazione di Corcelles-Sud sulla ferrovia Friburgo-Yverdon.